# Скомиш
Скомиш, сквамиш, (Skwxwu’mesh snichim) — салишский язык, на котором говорит народ скомиш севернее города Ванкувер на юго-западе Британской Колумбии в Канаде, по центру своих индийских резервов округа Скомиш в Британской Колумбии, округах Северный Ванкувер и Западный Ванкувер. Архаическое историческое представление названия «Sḵwx̱wú7mesh» представляет собой название «Sko-ko-mish» (скокомиш), но это не следует путать с названием народа скокомиши штата Вашингтон. Язык сквамиш тесно связан с языками нуксак, халкомелем и шашишаль. В орфографии скомиш символ 7 используется для обозначения гортанной смычки /ʔ/.

## Фонология
Согласные фонемы сквамиш первые в МФА, а затем в сквамишской орфографии:
|                      |           | Губные  | Альвеол. | Альвеол.  | Альвеол.  | Постальвеол. | Веляр.      | Веляр.    | Увул.   | Увул.     | Глоттал. |
| простые              | аффрикаты | Губные  | Боковые  | простые   | лабиал.   | Постальвеол. | простые     | лабиал.   |         |           | Глоттал. |
| -------------------- | --------- | ------- | -------- | --------- | --------- | ------------ | ----------- | --------- | ------- | --------- | -------- |
| Глоттал. и Аффрикаты | простые   | /p/ p   | /t/ t    | /t͡s/ ts   |           | /t͡ʃ/ ch      | (/k/) (k)   | /kʷ/ kw   | /q/ ḵ   | /qʷ/ ḵw   | /ʔ/ 7    |
| Глоттал. и Аффрикаты | абрупт.   | /p’/ p’ | /t’/ t’  | /t͡s’/ ts’ | /t͡ɬ’/ lh’ | /t͡ʃ’/ ch’    | (/k’/) (k’) | /k’ʷ/ kw’ | /q’/ ḵ’ | /q’ʷ/ ḵw’ |          |
| Фрикат.              | Фрикат.   |         | /s/ s    |           | /ɬ/ lh    | /ʃ/ sh       |             | /xʷ/ xw   | /χ/ x̱   | /χʷ/ x̱w   |          |
| Носовые и Аппрокс.   | простые   | /m/ m   | /n/ n    |           | /l/ l     | /j/ y        |             | /w/ w     |         |           | /h/ h    |
| Носовые и Аппрокс.   | глоттал.  | /m̰/ m’  | /n̰/ n’   |           | /l̰/ l’    | /j̰/ y’       |             | /w̰/ w’    |         |           | /ɦ̰/ h’   |

- Есть также 4 гласные фонемы /a/, /i/, /u/ и /ə/ (пишется соответственно как a, i, u, and e).